# Hecalus finnamorei
Hecalus finnamorei är en insektsart som beskrevs av Hamilton 2000. Hecalus finnamorei ingår i släktet Hecalus och familjen dvärgstritar. Inga underarter finns listade i Catalogue of Life.